# Hebeloma subconcolor
Hebeloma subconcolor är en svampart som tillhör divisionen basidiesvampar, och som beskrevs av Bruchet. Hebeloma subconcolor ingår i släktet fränskivlingar, och familjen buktryfflar. Arten har ej påträffats i Sverige.